# Micrasema
Micrasema är ett släkte av nattsländor. Micrasema ingår i familjen bäcknattsländor.

## Dottertaxa tillMicrasema, i alfabetisk ordning[1][2]
- Micrasema abbreviatum
- Micrasema abhavyam
- Micrasema adhacharam
- Micrasema adhiram
- Micrasema aigisthos
- Micrasema alexanderi
- Micrasema anatolicum
- Micrasema apratitam
- Micrasema arizonicum
- Micrasema asajjanam
- Micrasema asuro
- Micrasema avadhiritam
- Micrasema bactro
- Micrasema baitinum
- Micrasema bennetti
- Micrasema bifoliatum
- Micrasema borneense
- Micrasema bricco
- Micrasema burksi
- Micrasema canusa
- Micrasema cenerentola
- Micrasema charonis
- Micrasema consimile
- Micrasema dabhram
- Micrasema difficile
- Micrasema dimicki
- Micrasema diteris
- Micrasema etra
- Micrasema extremum
- Micrasema fortiso
- Micrasema gabusi
- Micrasema gelidum
- Micrasema genjiroense
- Micrasema gentile
- Micrasema hakonense
- Micrasema hanasense
- Micrasema helveio
- Micrasema jihmam
- Micrasema karunam
- Micrasema kripanam
- Micrasema kurilicum
- Micrasema longulum
- Micrasema mencilis
- Micrasema microcephalum
- Micrasema minimum
- Micrasema moestum
- Micrasema morosum
- Micrasema naevum
- Micrasema nepalicum
- Micrasema nigrum
- Micrasema onisca
- Micrasema oregonum
- Micrasema ozarkanum
- Micrasema philomele
- Micrasema primoricum
- Micrasema prokne
- Micrasema punjaubi
- Micrasema quadrilobum
- Micrasema rickeri
- Micrasema rusticum
- Micrasema salardum
- Micrasema scissum
- Micrasema scotti
- Micrasema sericeum
- Micrasema servatum
- Micrasema setiferum
- Micrasema sprulesi
- Micrasema tereus
- Micrasema togatum
- Micrasema turbo
- Micrasema uenoi
- Micrasema wataga
- Micrasema vestitum